# Уильямс, Майк
Майк Виллемсен (нидерл. Mike Willemsen; род. 27 ноября 1996, Kortenhoef, Северная Голландия), более известный как Mike Williams — нидерландский диджей и музыкальный продюсер в жанре электронной музыки.
В 2018 году занял 66 место в списке лучших диджеев мира по версии журнала DJ Magazine. Называется одним из пионеров жанра фьюче-баунс.

## Биография
Майк Виллемсен родился 27 ноября 1996 года в Дрюнене, Нидерланды. В возрасте 6-ти лет начал играть на пианино. В возрасте 12-ти лет он научился диджеингу и спродюсировал свой первый танцевальный трек. В 14 лет он выступал в качестве диджея в клубе с численностью более 500 человек, а затем регулярно бронировался на концерты.

#### Музыкальная карьера
В начале своей карьеры он выпустил множество ремиксов и бутлегов. В частности, были выпущены на такие песни как «Blame» от Кельвин Харриса и «I Really Like You» от Карли Рэй Джепсен, которые получили более 3 миллионов прослушиваний на SoundCloud. Позже он начал выпускать собственные песни, а также начал сотрудничать с другими артистами. Его первым синглом стал «Konnichiwa», который был выпущен 31 января 2015 года.
6 июня 2015 года в сотрудничестве с Dastic он выпустил сингл «Candy».
29 февраля 2016 года он выпустил сингл «Sweet & Sour», выпущенный на лейбле диджея Tiësto — «Musical Freedom». Сингл достиг шестого места в чарте Beatport Top 100.
16 мая 2016 года Майк в сотрудничестве с Justin Mylo выпустил сингл «Groovy George». 5 августа 2016 года вместе Tiësto выпустил сингл «I Want You». По состоянию на март 2017 года сингл прослушали более 16 миллионов раз. В сентябре он выпустил свой ремикс на сингл нидерландского певца Яник ван де Польдера — «Feel the Love». 17 октября 2016 года он выпустил свой первый сингл на лейбле Spinnin' Records — «Take Me Down».
5 января 2017 года он запустил своё собственное радиошоу под названием «Mike Williams on Track».
В марте 2017 года Майк объявил в социальных сетях, что его ноутбук был украден ночью. Пока он спал, в его дом в Амстердаме ворвался вор. Когда Майк проснулся, было уже поздно — вор скрылся в неизвестном направлении. Ноутбук содержал важные данные для него, как для продюсера, поэтому Майк пообещал вознаграждение в размере $2000 тому, кто поможет его вернуть.
3 марта 2017 года он выпустил сингл «Another Night». 8 мая 2017 года на лейбле Spinnin' Records он выпустил сингл «Don’t Hurt». Месяц спустя он сотрудничал с Lucas & Steve и Curbi, они выпустили трек «Let’s Go».
4 августа 2017 года в сотрудничестве с Феликс Йеном они выпустили совместный сингл «Feel Good». Сингл попал в топ-50 чарта Apple Music. Через неделю он выпустил совместную работу с Tom & Jame — «Step Up». 4 сентября 2017 года он выпустил сингл с Brooks под названием «Jetlag».
26 января 2018 года в сотрудничестве с R3hab выпустил сингл «Lullaby»
В 2020 году в сотрудничестве с певицей Moa Lisa выпустил трек «Make Your Mine».
В 2021 году выпустил сингл «Harmony» вместе с Xillions. Также на эту песню был выпущен анимационный клип в 3D.
29 апреля 2023 года Майк выпустил сингл «Living On Video» вместе с DTale.

## Дискография

### Чартовые синглы
| 2017                                                                              | «Bambini»                                 | —  | —  | Non-album singles |
| 2017                                                                              | «Let’s Go» (with Lucas & Steve and Curbi) | 49 | —  | Non-album singles |
| 2018                                                                              | «Give It Up»                              | 42 | —  | Non-album singles |
| 2018                                                                              | «Wait Another Day» (with Mesto)           | 41 | 42 | Non-album singles |
| 2019                                                                              | «Wait For You» (featuring Maia Wright)    | 17 | —  | Non-album singles |
| 2019                                                                              | «Day Or Night»                            | —  | 50 | Non-album singles |
| 2020                                                                              | «Make You Mine» (featuring Moa Lisa)      | 41 | 27 | Non-album singles |
| «—» denotes a recording that did not chart or was not released in that territory. |                                           |    |    |                   |

### Синглы
- 2015: «Konnichiwa»
- 2015: «Candy» (с Dastic)
- 2015: «Battlefield» (WLLMS с Robby East)
- 2016: «Sweet & Sour»
- 2016: «Groovy George» (с Justin Mylo)
- 2016: «I Want You» (с Tiësto)
- 2016: «Take Me Down»
- 2017: «Bambini»
- 2017: «Another Night» (при участии Matluck)
- 2017: «Don’t Hurt» (при участии Brēzy)
- 2017: «Let’s Go» (с Lucas & Steve and Curbi)
- 2017: «Feel Good» (с Felix Jaehn)
- 2017: «Step Up» (с Tom & Jame)
- 2017: «Jetlag» (с Brooks)
- 2017: «Melody» (Tip Of My Tongue)"
- 2017: «You & I» (с Dastic)
- 2018: «Lullaby» (с R3hab)
- 2018: «Feels Like Yesterday» (при участии Robin Valo)
- 2018: «Give It Up»
- 2018: «The Beat»
- 2019:"I Got You"
- 2019: «Wait For You» ￼(при участии Maia Wright)
- 2019: «Kylie» (с Dastic)

### Ремиксы
- 2014: Becky G — «Shower» (Mike Williams Future Remix)
- 2014: Calvin Harris feat. John Newman — «Blame» (Mike Williams Future Remix)
- 2014: Ummet Ozcan — «Raise Your Hands» (Mike Williams & Mesto Future Bootleg)
- 2015: Calvin Harris feat. Ellie Goulding — «Outside» (Mike Williams Remix)
- 2015: Carly Rae Jepsen — «I Really Like You» (Mike Williams Future House Bootleg)
- 2015: One Direction — «Drag Me Down» (Mike Williams Future House Bootleg)
- 2016: Tiësto & Oliver Heldens feat. Natalie La Rose — «The Right Song» (Mike Williams Remix)
- 2016: Janieck — «Feel The Love» (Mike Williams Remix)
- 2016: Throttle feat. LunchMoney Lewis & Aston Merrygold — «Money Maker» (Mike Williams Remix)
- 2017: Galantis — «Hunter» (Mike Williams Remix)
- 2017: R3hab feat. VÉRITÉ — «Trouble» (Mike Williams Remix)
- 2018: Dada Life — «We Want Your Soul» (Mike Williams Remix)